# Club Atletico Faenza 2011-2012
La stagione 2011-2012 del Club Atletico Faenza sarà la 53ª stagione disputata dalla squadra nella massima serie del campionato italiano, la tredicesima consecutiva. 
Il colore delle divise resta biancoazzurro, mentre lo sponsor per questa stagione è Roberta, azienda produttrice di intimo femminile.
La giocatrice Ana Turčinović è stata tesserata durante il mercato invernale, a partire dal 24 febbraio 2012.

## Rosa
| N° | Naz.                   | Ruolo | Sportivo         | Anno | Alt. |  |
| -- | ---------------------- | ----- | ---------------- | ---- | ---- |  |
| 4  | Italia (bandiera)      | P     | Debora Carangelo | 1992 | 163  |  |
| 5  | Italia (bandiera)      | A     | Marcella Filippi | 1985 | 186  |  |
| 6  | Italia (bandiera)      | G     | Lucia Morsiani   | 1992 | 180  |  |
| 7  | Italia (bandiera)      | G     | Paola Mauriello  | 1981 | 184  |  |
| 8  | Serbia (bandiera)      | P     | Marija Erić      | 1983 | 164  |  |
| 10 | Italia (bandiera)      | A     | Lavinia Santucci | 1985 | 185  |  |
| 11 | Paesi Bassi (bandiera) | AG    | Naomi Halman     | 1986 | 191  |  |
| 12 | Italia (bandiera)      | G     | Beatrice Sciacca | 1983 | 175  |  |
| 13 | Stati Uniti (bandiera) | AG    | Demauria Liles   | 1988 | 189  |  |
| 15 | Italia (bandiera)      | C     | Marte Alexander  | 1976 | 192  |  |
| 17 | Montenegro (bandiera)  | AG    | Ana Turčinović   | 1993 | 190  |  |

## Dirigenza
- Presidente: Enrico Piombini
- Vicepresidente: Mario Bedeschi
- General manager: Claudio Bagnoli
- Direttore sportivo: Nina Bjedov
- Segretaria: Bice Ferraresi
- Dirigente responsabile e accompagnatore: Giuseppe Moriconi
- Addetto stampa: Davide Zagonara
- Addetto marketing: Stefano Visani

## Staff tecnico
- Allenatore: Massimo Solaroli
- Vice allenatore:
- Addetti statistiche:
- Preparatore atletico:
- Fisioterapista: Giovanni Fabbri
- Medico sociale: Edmondo Errani
- Addetto arbitri: